# Stanton by Bridge
Stanton by Bridge est une paroisse civile et un village du Derbyshire, en Angleterre.